# Тишанка (приток Битюга)
Тишанка (в верховье Сухая Тишанка) — река в Воронежской области России, левый приток Битюга (бассейн Дона). Длина реки — 56 км. Площадь водосборного бассейна — 443 км².

## География
Река Тишанка протекает по территории Таловского района, по части верховья проходит граница с Аннинским районом. Течение спокойное, русло извилистое, заросшее во многих местах камышом, на некоторых участках берега крутые.
На реке Тишанка расположено село Верхняя Тишанка.

## Данные водного реестра
По данным государственного водного реестра России относится к Донскому бассейновому округу, водохозяйственный участок реки — Битюг, речной подбассейн реки — бассейны притоков Дона до впадения Хопра. Речной бассейн реки — Дон (российская часть бассейна).